# Irácké království pod britskou správou
Irácké království pod britskou správou (arabsky الانتداب البريطاني على العراق, anglicky Kingdom of Iraq under British Administration) bylo mandátní území, spravované Spojeným královstvím. Rozkládalo se na území dnešního Iráku v letech 1920 až 1932. V jeho čele stál Fajsal I., který musel opustit Sýrii po prohrané francouzsko-syrské válce. Hlavním městem byl Bagdád. 3. října 1932 získalo území jako Irácké království nezávislost.

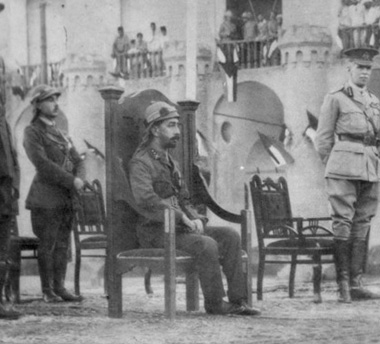
Prohlášení Fajsala I. iráckým králem v roce 1921